# Josiah Forshall
Josiah Forshall (29 mars 1795 - 18 décembre 1863) est un bibliothécaire anglais.

## Biographie
Forshall est né à Witney, Oxfordshire le 29 mars 1795, fils aîné de Samuel Forshall. Il fait ses études dans les lycées d'Exeter et de Chester et, en 1814, il entre au Exeter College d'Oxford. Il obtient son BA en 1818, prenant une première classe en mathématiques et une seconde en literae humaniores. Il obtient un MA en 1821 et est élu fellow et tuteur de son collège.
Forshall est nommé bibliothécaire adjoint au département des manuscrits du British Museum en 1824, et devient le conservateur de ce département en 1827. En 1828, il est élu membre de la Royal Society.
En 1828, Forshall est nommé secrétaire du Musée et, en 1837, démissionne de son poste de conservateur afin de se consacrer exclusivement à ses tâches de secrétariat. Il est interrogé devant le comité restreint chargé d'enquêter sur le Musée en 1835-1836 et fait des révélations au sujet du mécénat. En tant que secrétaire, il a beaucoup d'influence auprès des syndics. Il s'oppose à toute tentative de rendre le Musée plus accessible.
Vers 1850, Forshall se retire du musée en raison de problèmes de santé. Après sa démission, il vit retiré, passant une grande partie de son temps, jusqu'à sa mort, au Foundling Hospital, dont il a été nommé aumônier en 1829. Il meurt dans sa maison de Woburn Place, à Londres, le 18 décembre 1863, après avoir subi une opération chirurgicale.

## Œuvres
Forshall édite le catalogue des manuscrits du British Museum (nouvelle série) : pt. je. le MSS d'Arundel ; pt. ii. le Burney MSS.; pt. iii. index, 1834, etc. fol., et aussi le Catalogus Codicum Manuscriptorum Orientalium : Pars Prima Codices Syriacos et Carshunicos amplectens, 1838, &c. fol. Il édite également la Description des papyrus grecs dans le Brit. Mus., pt. je. 1839, 8vo.
En 1850, il publie une brochure intitulée Fausses représentations des commissaires de Sa Majesté [qui enquêtèrent sur le British Museum en 1848-1849] exposée. Il publie avec Frederic Madden La Sainte Bible… dans les premières versions anglaises faites par John Wycliffe et ses disciples, 1850, 4 vol., un travail de deux décennies. Il publie également des éditions des Évangiles de Saint-Marc (1862), Saint-Luc (1860) et Saint-Jean (1859), organisés en parties et sections, et quelques sermons. Ses œuvres La prière du Seigneur avec diverses lectures et notes critiques (1864), et Les douze premiers chapitres de… Saint Matthieu dans le texte grec reçu, avec lectures et notes, 1864, sont publiées à titre posthume.